# Alaina Huffman
Alaina Kalanj også kendt som Alaina Huffman (født 17. april 1980) er en canadisk film- og tv-skuespiller, også kendt som Alaina Kalanj.
Hun er måske bedst kendt for sin rolle i den canadiske tv-serie Painkiller Jane, hvori hun spiller Maureen Bowers. For nylig spillede hun rollen som Dinah Lance/Black Canary i Smallville.

## Biografi
Huffman blev født i Vancouver, British Columbia i Canada. Som 13-årig fik Huffman sin første audition til en Fox Family Channel pilot. Til trods for konkurrencen blev hun tilbudt en hovedrolle. Imidlertid rekrutterede en modelspejder Huffman og hun blev i de følgende år sendt på modeljobs på fine catwalks i Europa og Japan.
Da hendes far flyttede til Dallas, så hun en mulighed for at leve i USA og komme på college, og forlod modelverdenen. Mens hun gik i skole tog hun små roller i en række uafhængige film. Til sidst flyttede hun til Los Angeles hvor hun kunne føje flere tv-krediteringer til sit cv.
Hun er gift og har to børn.

## Filmography
| År   | Titel                      | Rolle                    | Noter |
| ---- | -------------------------- | ------------------------ | --- |
| 2001 | Indefinitely               | Cherry                   | |
| 2001 | Pendulum                   | Terry Weiss              | |
| 2002 | Dawson's Creek             | Rina, the Hot Girl       | Episode: Guerilla Filmmaking |
| 2002 | Serving Sara               | Spa Receptionist         | |
| 2003 | Screen Door Jesus          | Sharon Beaudry           | |
| 2003 | Still                      | Mary                     | |
| 2003 | Quiet Desperation          | Helen Calloway           | |
| 2003 | Tru Calling                | Paige Saunders           | Episode: Haunted |
| 2003 | The O.C.                   | Yvette                   | Episode: The Countdown |
| 2004 | Night Dawn Day             | Woman                    | |
| 2004 | With It                    | Mafia Girlfriend         | |
| 2004 | The Gunman                 | Lori Simms               | |
| 2004 | Medical Investigation      | Estella                  | Episode: Escape |
| 2005 | Standing Still             | Maria                    | |
| 2006 | Dog Lover's Symphony       | Susan                    | |
| 2007 | Painkiller Jane (tv-serie) | Maureen Bowers           | |
| 2007 | NCIS                       | Dana Arnett              | Episode: Leap of Faith |
| 2007 | Smallville                 | Dinah Lance/Black Canary | Episode: Siren |
| 2008 | The Treasure of Ugarit     | Lena Halstrom            | TV Mini-series |
| 2008 | Smallville                 | Dinah Lance/Black Canary | Episode: Odyssey |
| 2008 | CSI: NY                    | Lori Winston             | Episode: The Box |
| 2009 | SGU Stargate Universe      | Tamara Johansen          | Season 1, Episodes: 1: Air: Part 1, 2: Air: Part 2, 3: Air: Part 3, 4: Darkness, 5: Light, 6: Water, 7: Earth, 8: Time, 9: Life, 10: Justice                   |
| 2010 | SGU Stargate Universe      | Tamara Johansen          | Season 1, Episodes: 11: Space, 12: Lost, 13: Incursion Part 1, 14: Subversion, 15: Incursion Part 2, 16: Pain, 17: Sabotage, 18: Faith, 19: Human, 20: Divided |